# Ludwig von Pastor

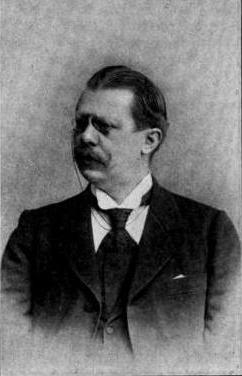
Ludwig von Pastor

Ludwig Pastor, posteriormente Ludwig von Pastor, Freiherr von Campersfelden (31 de janeiro de 1854 - 30 de setembro de 1928), foi um historiador alemão e um diplomata para a Áustria. Ele se tornou um dos mais importantes historiadores católicos romanos de seu tempo e é mais conhecido por seu History of the Popes. Foi nobilitado pelo imperador Francisco José I, em 1908.

## Volumes selecionados on-line
Estes volumes de The History of the Popes estão disponíveis pelo Google Books e o Internet archive.
| - Ludwig Pastor, Frederick Ignatius Antrobus (1906). The History of the Popes. [S.l.]: Kegan Paul, Trench, Trübner & Co., Ltd. - Ludwig Pastor, Frederick Ignatius Antrobus, Ralph Francis Kerr (1891). The History of the Popes, from the Close of the Middle Ages. [S.l.]: John Hodges - Ludwig Pastor (1906). The History of the Popes. [S.l.]: Kegan Paul, Trench, Trübner & Co., Ltd. - Ludwig Pastor, Frederick Ignatius Antrobus, Ralph Francis Kerr (1894). The History of the Popes, from the Close of the Middle Ages. [S.l.]: Kegan Paul, Trench, Trübner & Co. - Ludwig Pastor, Frederick Ignatius Antrobus, Ralph Francis Kerr (1902). The History of the Popes, from the Close of the Middle Ages. [S.l.]: John Hodges - Vol.VI - Ludwig Pastor, Frederick Ignatius Antrobus, Ralph Francis Kerr (1908). The History of the Popes, from the Close of the Middle Ages. [S.l.]: John Hodges - Vol.VIII - Vol.IX - Vol.X | - Vol. XI - Vol.XII - Vol.XIII - Vol.XIV - Vol.XV - Vol.XVI - Vol.XVII - Vol.XVIII - Vol.XIX - Vol.XX | - Vol.XXI - Vol.XXII - Vol.XXIII - Vol.XXIV - Vol.XXV - Vol.XXVI - Vol.XXVII - Vol.XXVIII - Vol.XXIX - Vol.XXX | - Vol.XXXI - Vol.XXXII - Vol.XXXIII - Vol.XXXIV - Vol.XXXV - Vol.XXXVI - Vol.XXXVII - Vol.XXXVIII - Vol.XXXIX - Vol.XL |